# آمریکای اسپانیایی

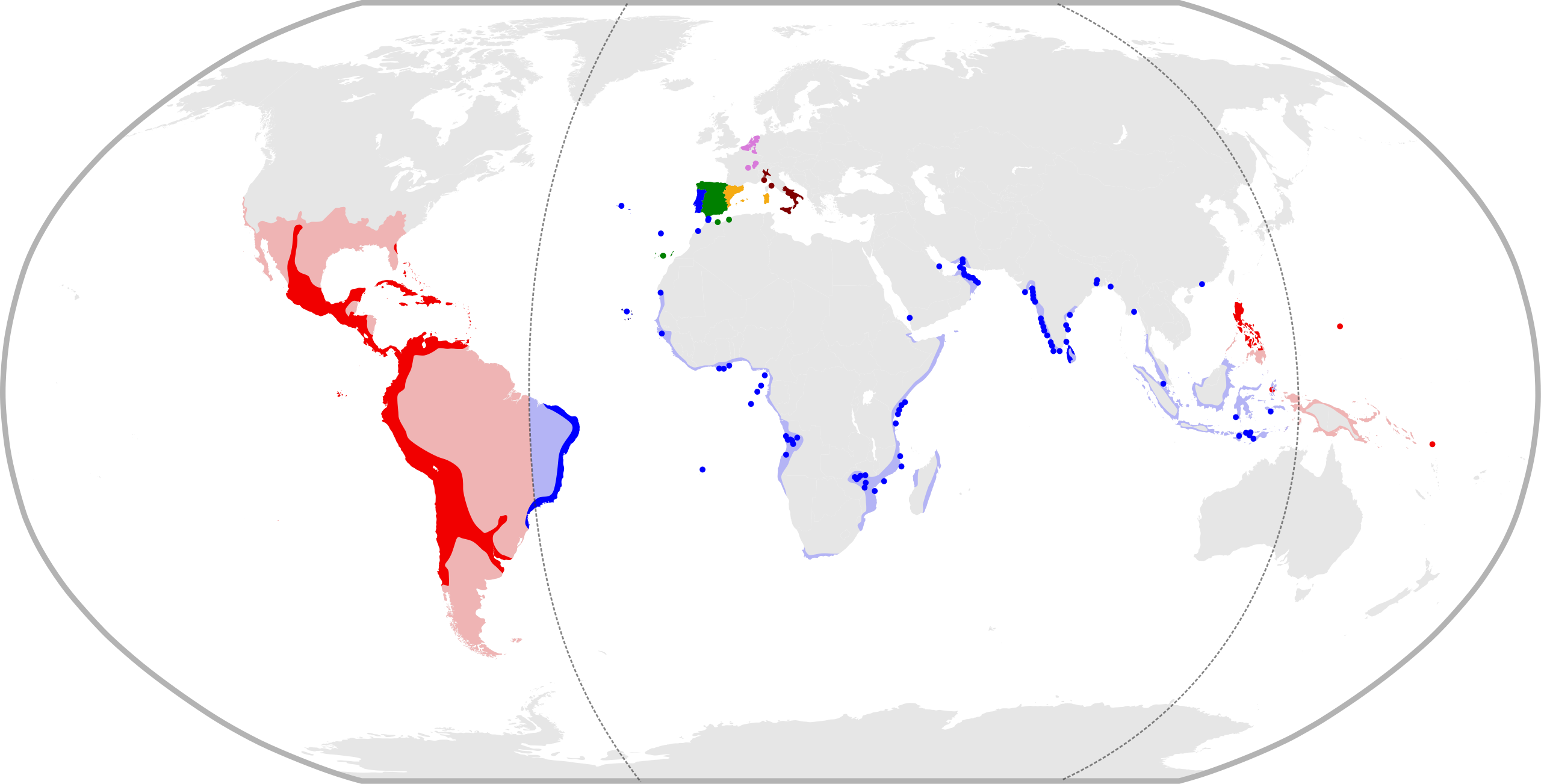
قلمروهای اسپانیایی در قاره آمریکا

آمریکای اسپانیایی (انگلیسی: Spanish America) به قلمروهای اسپانیایی در قاره آمریکا اشاره دارد.
اصطلاح «آمریکای اسپانیایی» به‌طور خاص در دوران امپراتوری اسپانیا قلمروها بین سده پانزدهم میلادی و سده نوزدهم میلادی مورد استفاده قرار گرفت. اسپانیا تا پایان فرمانروایی امپراتوری خود، متصرفات خارج از کشور خود در قاره آمریکا و فیلیپین را «هند» نامید، که باقیمانده‌ای ماندگار از تصور کلمب مبنی بر اینکه او با کشتیرانی به سمت غرب به آسیا رسیده‌است.